# قرنفل صيني
القرنفل الصيني أو قرنفل قوس قزح (الاسم العلمي: Dianthus chinensis) هو نوع من القرنفل موطنه شمال الصين وكوريا ومنغوليا، وجنوب شرق روسيا. هو نبات عشبي معمر يصل ارتفاعه إلى 30-50 سم.